# 2012. La fine del mondo?

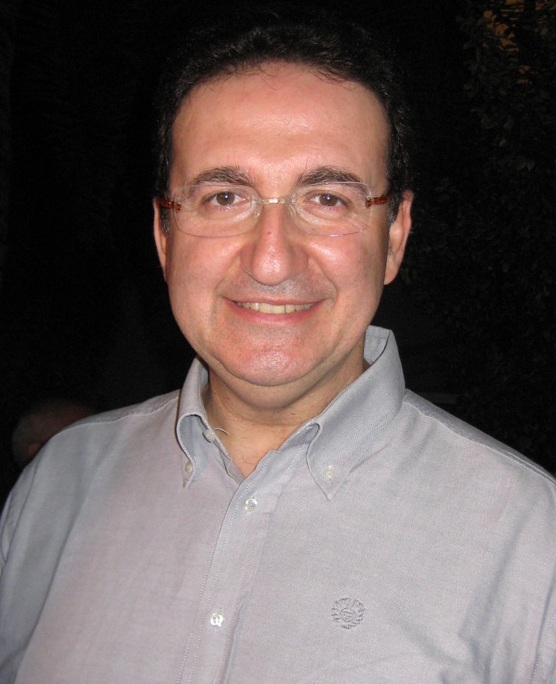
Roberto Giacobbo, autore di 2012. La fine del mondo?

2012. La fine del mondo? è un libro del 2009 scritto da Roberto Giacobbo. Tratta delle varie teorie sulla fine del mondo, che, secondo talune interpretazioni del calendario maya, sarebbe dovuta accadere il 21 dicembre 2012, e di altri presunti misteri irrisolti.
Il libro è stato molto criticato da giornalisti e scienziati, che lo accusano di spargere allarmismi ingiustificati, basati su "bufale apocalittiche".

## Capitoli
- I Maya
- La profezia dei Teschi di Cristallo
- Altre profezie: dall'Egitto all'Apocalisse
- Il confronto con la scienza
- Le reazioni
- La profezia di Malachia
- Nostradamus
- Epilogo